# Arnold (ferromodelismo)
A Arnold, fundada em 1906, foi uma fábrica de brinquedos alemã sendo a primeira a fabricar brinquedos com chapas de estanho e mais tarde ferromodelismo.
A sua principal contribuição no ramo do ferromodelismo, foi a criação e popularização da escala N (1/160). 

## Histórico

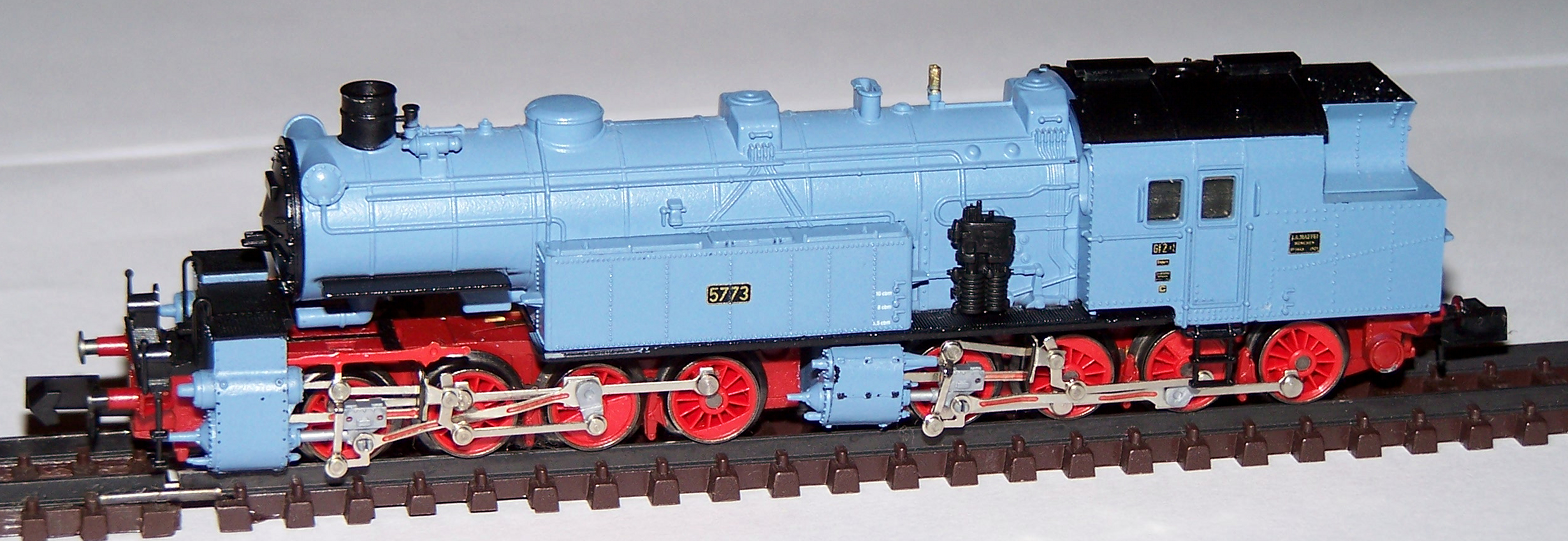
Modelo da locomotiva Classe Bavária (Gt 2x4/4) em Escala N fabricada pela Arnold.

Logo após a sua fundação, a Arnold produziu brinquedos com chapas de estanho, e itens relacionados, casas de bonecas, modelos de navios e vários outros.
Depois da Segunda Guerra Mundial, todas as fábricas da Arnold estavam em ruínas. A produção foi reorganizada em instalações na região do Alto Palatinado (Oberpfalz), com a companhia se recuperando lentamente, fabricando esquadrias e fechaduras para janelas, sob a direção de Max Ernst (contratado em 1935 como diretor geral) e Ernst Arnold, filho de Karl Arnold.
Foi nessa época que Ernst Arnold planejou renovar sua linha de brinquedos adotando uma escala menor e inédita em relação aos demais modelos fabricados na época. Esses planos foram realizados em 1963 com o lançamento de uma nova linha de produtos, dando origem ao que ficou conhecido como escala N (que se tornou um padrão publicado pela MOROP em 1964) com uma linha de modelos ferroviários chamada Arnold Rapido que se popularizou nas décadas de 1960 e 1970.
Apesar do envolvimento de Ernst Arnold, foi Max Ernst o principal responsável pelo desenvolvimento da linha de produtos "Rapido", tendo permanecido como diretor por mais de 40 anos, até 1976.
Em 1997, depois de um pedido de falência, a Arnold foi comprada pela empresa italiana Rivarossi. A fábrica da Arnold em Mulhouse foi fechada em 2001. A Rivarossi por sua vez, também pediu  falência em 2003, o que levou à venda de todas as ações para a empresa Hornby do Reino Unido em 2004, sendo a produção levada para a China.
O nome Arnold foram colocados novamente nos catálogos da Hornby em 2006, e o seu desenvolvimento começou na Inglaterra e na Itália e desde 2009, também na Espanha e na Alemanha.
Em 2013, para restabelecer um padrão mais apurado na escala N, foi lançado um modelo baseado na "Brighton Belle", utilizando a proporção 1:148, também conhecida como bitola N britânica.